# Skałki (Zawada)

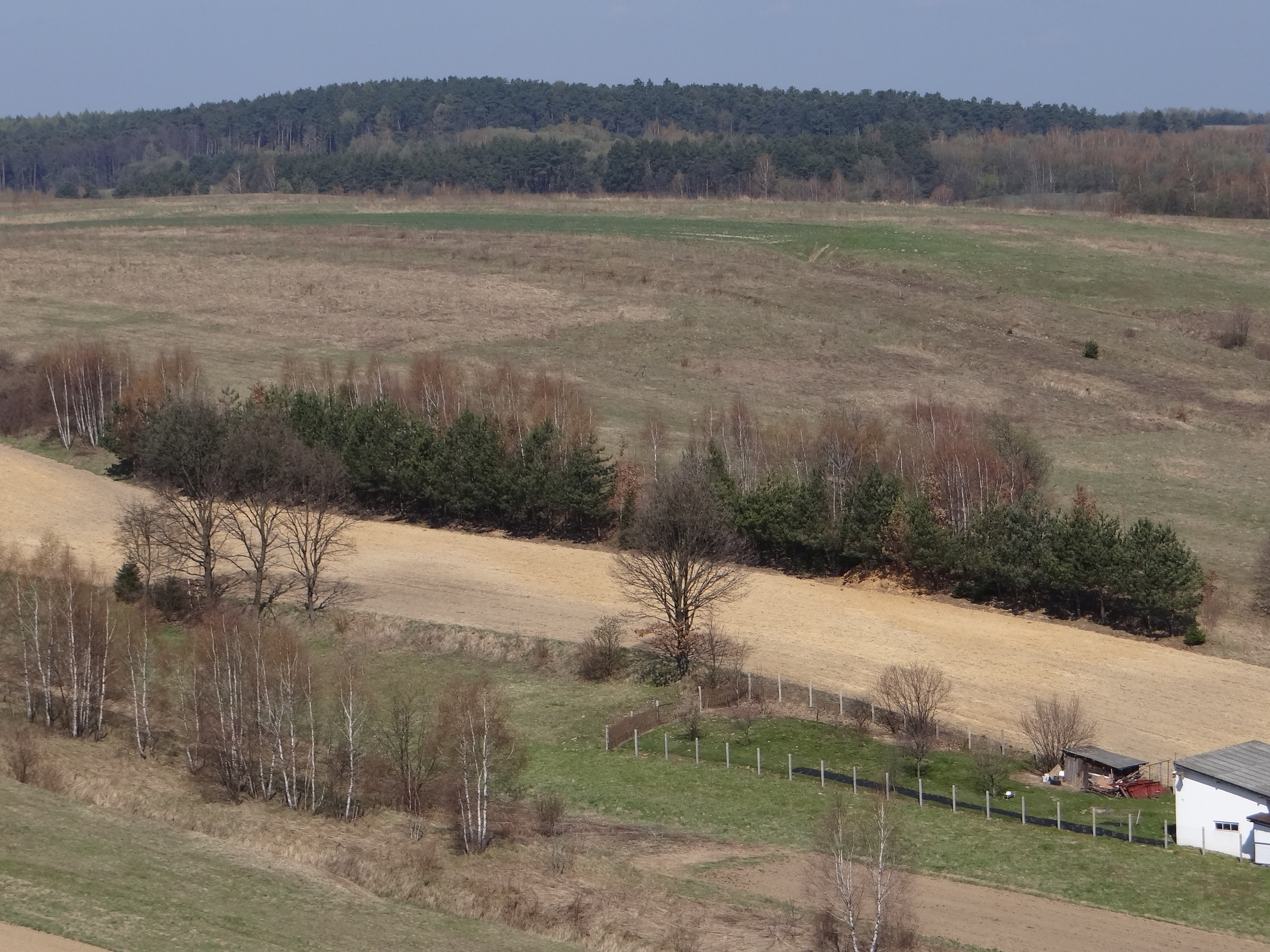
Widok na Skałki z Powroźnikowej (zoom)

Skałki – wzniesienie o wysokości około 450 m n.p.m. na Wyżynie Olkuskiej w prawych (zachodnich) zboczach Doliny Racławki. Znajduje się na północny wschód od wsi Gorenice, na północny zachód od zabudowań wsi Racławice i po południowej stronie zabudowań wsi Zawada. Porasta go las U Bagienka. Jego północno-wschodnim obrzeżem biegnie Jurajski Rowerowy Szlak Orlich Gniazd, południowym zielony szlak turystyki pieszej.